# Wala (entreprise)
 (mars 2016).
Si vous disposez d'ouvrages ou d'articles de référence ou si vous connaissez des sites web de qualité traitant du thème abordé ici, merci de compléter l'article en donnant les références utiles à sa vérifiabilité et en les liant à la section « Notes et références ».
Pour les articles homonymes, voir Wala.
Wala est une entreprise allemande anthroposophique fondée en 1935 par Rudolf Hauschka concevant et fabricant des produits d'hygiène et de beauté biodynamique ou biologique ainsi que des médicaments, selon les conceptions anthroposophiques. Le nom WALA vient des initiales des trois mots allemands Wärme, Asche, Licht soit "chaleur" "cendre" et "lumière". Elle possède notamment la marque Dr. Hauschka.

## Histoire
L'entreprise l'inspiration de Rudolf Steiner dans sa création par Rudolf Hauschka. affiche. En 1967 la ligne de production des produits cosmétiques fut reprise par Elisabeth Sigmund.
En 2018, l'entreprise réalise 130 millions d’euros de chiffre d’affaires annuel.

## Produits
Wala commercialise ses produits cosmétiques (130 en 2016) sous le nom « Dr. Hauschka » et ses médicaments (900 en 2016) sous la marque « Wala ». Leur fabrication dépend des conceptions anthroposophiques.